# لا والی
«لا والی» (انگلیسی: La Vallée) یک فیلم به کارگردانی باربت شرودر است که در سال ۱۹۷۲ منتشر شد.